# Łuki (rejon smorgoński)
Łuki – dawny zaścianek. Tereny, na których był położony, leżą obecnie na Białorusi, w obwodzie grodzieńskim, w rejonie smorgońskim, w sielsowiecie Krewo.

## Historia
W czasach zaborów w gminie Krewo, w powiecie oszmiańskim, w guberni wileńskiej Imperium Rosyjskiego.
W latach 1921–1945 zaścianek leżał w Polsce, w województwie wileńskim, w powiecie oszmiańskim, w gminie Krewo.
W 1931 w 2 domach zamieszkiwało 10 osób.
Wierni należeli do parafii rzymskokatolickiej w Krewie. Miejscowość podlegała pod Sąd Grodzki w Smorgoniach i Okręgowy w Wilnie; właściwy urząd pocztowy mieścił się w Krewie.